# Gothic II
Gothic II ist der zweite Teil der Gothic-Computerspieleserie und wurde wie der Vorgänger Gothic vom deutschen Entwicklerstudio Piranha Bytes entwickelt. Das Action-Rollenspiel wurde 2002 durch den Publisher JoWooD für Windows-Systeme veröffentlicht. Im darauffolgenden Jahr erhielt es mit Die Nacht des Raben ein Add-on. 2006 erschien die Fortsetzung Gothic 3. Am 29. November 2023 erschien unter dem Namen Gothic II Complete Classic eine Portierung des Spiels inklusive des Add-ons für die Nintendo Switch. 2026 soll zudem eine Umsetzung für PlayStation 4, PlayStation 5, Xbox One und Xbox Series X/S folgen.

## Handlung
Gothic II knüpft an den ersten Teil an. Nach dem Fall der magischen Barriere kommt die Erzförderung zum Erliegen. König Rhobar II. befiehlt seinen Paladinen nach Khorinis zu segeln und neues Erz zu beschaffen. Nach der Ankunft übernehmen die Paladine die Herrschaft über die Hafenstadt Khorinis. Sie entsenden einen Expeditionstrupp ins Minental, um die Erzförderung anzukurbeln. Seit der Krieg in Myrtana tobt, legen in Khorinis keine Handelsschiffe mehr an. In der Stadt werden die Nahrungsmittel knapp und die Milizen fordern immer mehr Abgaben von den umliegenden Höfen. Es kommt zu einem Bauernaufstand gegen die Stadt unter der Führung des Großbauern Onar.
Xardas befreit den namenlosen Helden aus den Überresten des Schläfertempels aus Gothic. Der letzte Befehl des Schläfers, bevor der Held ihn in Gothic verbannte, lautete: „Kommt“. Die Orks sind unter dem Befehl von Drachen dem Ruf gefolgt und belagern den Expeditionstrupp in der Burg im Minental. Der Held wird damit beauftragt, das 'Auge Innos' zu suchen und an sich zu bringen. Mit diesem Artefakt ist es möglich, die Drachen für kurze Zeit zu zähmen und sie zu zwingen, einige Fragen zu beantworten.
Das Auge wird, nach einigen Strapazen, vom Helden gefunden.
Der Held befragt und tötet alle vier Drachen im Minental. Mit dem Schiff der Paladine und einer Crew, die sich der Held selbst zusammenstellt, fährt man zur Insel Irdorath, wo sich der letzte Drache aufhält. Der letzte Drache, ein Untoter Drache, der Avatar Beliars, wird vom Helden getötet. Xardas verleibt sich dabei die Macht des Untoten Drachen ein, bevor sie wieder in Beliars Dimension eintreten kann. Xardas ist nun Beliars Avatar, gehorcht Beliar jedoch nicht.
Die Crew und der Held nehmen Kurs auf das Festland Myrtana.

## Spielwelt
Gothic II spielt auf der Insel Khorinis. Das Minental des ersten Teils ist an einigen Stellen nicht zugänglich. Im Gegensatz zum Minental ist der Hauptteil der Insel von einer dichten Vegetation bedeckt. Das Ende des Spieles spielt im Inneren der Insel Irdorath. Diese ist allerdings im Gegensatz zur restlichen Welt ziemlich klein.
Ein Großteil der Inselbevölkerung bewohnt die befestigte Hafenstadt Khorinis, die sich im Westen der Insel befindet. Sie ist gegliedert in das Hafenviertel, in dem ärmere Menschen leben, die Unterstadt, wo die Handwerksmeister, deren Lehrlinge und Händler ihrer Beschäftigung nachgehen, und die Oberstadt, in der sich das Hauptquartier der Paladine sowie die Häuser der reichsten und vornehmsten Bürger befinden.
Zur Spielewelt gehören wie bereits im ersten Gothic-Teil zu besiegende Kreaturen und Tiere, die sich auch auf den Wegen nach und von Khorinis befinden. Das sind – neben den Orks und Drachen – Echsenmenschen, verschiedene Goblins und Trolle, Untote wie Skelette, Zombies und Suchende sowie je nach Region Fleischwanzen, Feldräuber, Molerats, Riesenratten, Wölfe, Scavenger, Fangheuschrecken, Warge, Snapper, Razors, Reisser, Bluthunde und -fliegen, Lurker, Warane, Keiler, Sumpfhaie und -gasdrohnen, Minecrawler, Minecrawlerwarrior und Schattenläufer. Die pflückbare Pflanzenwelt stellt Stärkung von Lebenskraft sowie von Fähigkeiten zur Verfügung.
Neben der Stadt gibt es auf der Insel einige Bauernhöfe. Die Bauern sind teilweise selbstständig und teilweise Pächter des ansässigen Großbauern Onar. Auf Onars Hof befindet sich das Söldnerlager, das größtenteils von Lee angeführt wird. Nördlich von Onars Hof liegt das Kloster der Feuermagier. Dort leben die Feuermagier und ihre Novizen und üben sich in den Künsten der Magie.
Das Minental besteht aus fünf Regionen. Vier davon prägten die Drachen nach ihren Wünschen. Die letzte Region, die Burg, beherrschen die Menschen. Um diese herum befinden sich viele kleinere Orklager, die die Burg komplett umschließen und belagern. Die Burg ist nur über eine aus einem zerstörten Rammbock bestehende Rampe betretbar. Im Norden des Minentals steht der Orkwall, hinter dem sich die Orktruppen sammeln.
Jharkendar, das nur im Add-on betretbar ist, befindet sich im Norden Khorinis. Dort befindet sich eine Art Mikrokosmos, der sich unabhängig von den anderen Teilen Khorinis entwickelt hat. Im Osten befindet sich ein großer Sumpf, worin in einem Lager Banditen um den ehemaligen Erzbaron Raven leben. In der Mitte befindet sich eine verlassene Stadt des Alten Volkes, in der die Wassermagier ihr Quartier bezogen haben. An der Westküste haben Piraten ihr Lager errichtet. Von dort aus haben sie Menschen aus Khorinis entführt, um sie an Raven zu verkaufen. Die Banditen und die Piraten stehen sich seit kurzer Zeit feindlich gegenüber.
Irdorath ist eine Insel westlich von Khorinis, auf der sich der östliche Beliartempel befindet. Diese Insel nutzen die Orks als vorgeschobene Basis für ihre Invasion in Khorinis. Der untote Drache, der die Invasion auf Khorinis befehligte, hat hier in einer Höhle seinen Sitz.

## Spielprinzip

### Charakterentwicklung
Der Charakter erhält für erfüllte Aufträge, sogenannte Quests, und besiegte Gegner Erfahrungspunkte, durch die seine „Stufe“ erhöht wird. Bei jedem Stufenaufstieg wird die Anzahl der Lebenspunkte des Helden erhöht. Außerdem erhält der Charakter 10 Lernpunkte, mit denen er mit der Hilfe von Lehrern seine Fertigkeiten verbessern kann. Dazu gehört unter anderem Bogenschießen, der Kampf mit Einhand- und Zweihandwaffen, Schmieden, Schlösser knacken, Diebstahl und Zauber. Zudem können folgende Statuswerte erhöht werden: Stärke, Mana und Geschick.

### Gilden
Man kann sich im Spielverlauf entscheiden, welcher der drei Hauptgilden man sich anschließen möchte. Es stehen hierbei die städtische Miliz (später Paladine), die auf dem Land lebenden Söldner (später Drachenjäger), und die im Kloster wohnenden Novizen (später Feuermagier) zur Verfügung. Das Spiel setzt wie im ersten Teil eine Gildenzugehörigkeit voraus, um das zweite Kapitel der Handlung zu erreichen und somit den Spielverlauf fortzusetzen. Daneben ist das Beitreten von Geheim- bzw. Untergrundgilden möglich. Im Hauptspiel Cassias Diebesgilde und im Add-on Die Nacht des Raben auch der Ring des Wassers und die Piraten. Zudem schleicht man sich Verlauf der Add-on-Handlung bei den Banditen ein, mit deren Rüstungen man nicht von diesen angegriffen wird.

## Entwicklungsgeschichte
Nach der Veröffentlichung des ersten Teils im März 2001 wurde bei Piranha Bytes anfangs an zwei Konzepten gearbeitet. Einerseits arbeitete Game-Designer Mike Hoge mit zehn Kollegen an einem Sci-Fi-Shooter, zum anderen entwickelte das restliche Team von Mai bis Oktober 2001 an einer Erweiterung für Gothic. Als Egmont Interactive, der Publisher des ersten Teils, 2001 seine Geschäftsaktivitäten einstellte, fand man mit JoWood einen neuen Publisher, der allerdings einen vollwertigen Nachfolger, anstatt eines Add-Ons bevorzugte. Zudem fiel die Insolvenz des Piranha-Bytes-Mutterkonzerns Phenomedia in die Entwicklungszeit von Gothic II. Nachdem zuerst ein Release für den 18. Oktober 2002 angepeilt war, erschien Gothic II schließlich am 29. November 2002.

### Technik
Für Gothic II und das Add-on wurde die bereits in Gothic verwendete Grafik-Engine genutzt. Neben der ausgebauten Sichtweite und einer größeren Anzahl Polygone für die Drahtgittermodelle der Objekte und Spielfiguren bietet das Spiel vor allem höher aufgelöste Texturen für die Landschaftsdarstellung.

## Rezeption

### Rezensionen
Laut der Website Metacritic liegt Gothic II nach Bewertungen der User auf Rang 35 der besten PC-Spiele aller Zeiten (Stand: Dezember 2021). Mit einem Metascore von 79 Punkten erhielt es laut Metacritic überwiegend positive Bewertungen. Dem deutschsprachigen Computerspielmagazin PC Games zufolge wartet das „außerordentliche Rollenspiel“ mit einer schönen Umgebungsgrafik auf, zudem sei Gothic II voll mit motivierenden Quests. Glaubwürdiges Gegnerverhalten, eine im Vergleich zum Vorgänger verbesserte Kampfsteuerung und eine spannend umgesetzte, wenn auch klischeehafte, Geschichte tuen ihr übriges, dass das Spiel beim Tester selbst vor dem im gleichen Jahr erschienenen The Elder Scrolls III: Morrowind rangiert und so das beste Rollenspiel des Jahres sei.

„In Gothic II geht es bissig, derb und kantig zu – erwachsene Fantasy für Feinschmecker!“

Buffed bezeichnete das Spiel 2014 in der Retrospektive als „Meilenstein der Rollenspielgeschichte“. Im Vergleich zum Konkurrenten Morrowind seien die Texturen zwar weniger knackig, doch die Welt von Morrowind wirke wesentlich steriler und generischer als die lebendige Welt von Gothic II.
Bei der GameStar landete das Spiel 2019 auf Platz 18 der 100 besten PC-Rollenspiele. Demnach schlägt das unscheinbare deutsche Rollenspiel „in puncto Atmosphäre […] selbst die größte Konkurrenz“. Ein Jahr zuvor platzierte man es bereits auf Rang 44 der besten PC-Spiele aller Zeiten. Im Jahr 2021 folgte außerdem eine Platzierung auf Platz 13 der besten Open-World-Spiele.

„Die Spielwelt von Gothic 2 ist keine Kulisse, sondern greifbar, nahbar, interaktiv.“

Im November 2022 veröffentlichte PC Games einen Videorückblick zum 20-jährigen Jubiläum des Spiels, in dem sie Gothic II als einen Meilenstein der Rollenspiele bezeichneten und feststellten, dass die Darstellung einer so großen, detaillierten und nahtlosen Spielwelt damals neben Piranha Bytes ZENgine in Gothic II nur Rockstar Games mit der GTA-Serie gelang.

### Auszeichnungen und Verkaufserfolg
Bis 31. Januar 2003, also innerhalb von zwei Monaten, verkauften sich in Deutschland über 100.000 Exemplare von Gothic II, wodurch das Spiel einen Gold-Award des inzwischen aufgelösten Verbandes der Unterhaltungssoftware Deutschland (VUD) erhielt.
Dem Onlinemagazin Golem.de zufolge verkauften sich das Hauptspiel bis Februar 2004 mehr als 200.000 Mal und mehr als 100.000 Exemplare des Add-ons.
In der Ankündigung des französischen Publishers Bigben Interactive zur Veröffentlichung des Spiels in Frankreich hieß es im Januar 2005, dass mehr als 350.000 Stücke in Deutschland („jenseits des Rheins“) über den Ladentisch gingen und Gothic mit 500.000 Exemplaren ganz Europa treffe.
Laut dem deutschen Spielejournalisten Jörg Langer verkaufte sich Gothic II sowohl zum Vollpreis von 50 Euro als auch zum „Hammerpreis“ für 10 Euro jeweils 200.000 Mal.
Die GameStar verlieh dem Spiel eine Auszeichnung beim Spiel des Jahres 2002 in der Kategorie: Bestes Rollenspiel.

## Gothic II: Die Nacht des Raben (Add-on)
Die Nacht des Raben ist die offizielle Erweiterung zu Gothic II. Das Add-on fügt sich in die Handlung von Gothic II ein. Es ergänzt das Hauptspiel mit neuen Aufgaben, neuen Schauplätzen, neuen Waffen und neuen Charakteren. Durch eine Überarbeitung der Spielmechanik wurde der Schwierigkeitsgrad auf Bitten der Community deutlich angehoben. Die Handlung der Erweiterung um den neu zugänglichen Inselteil Jharkendar spielt sich größtenteils im ersten Drittel des Hauptspiels ab. In der Portierung für die Nintendo Switch (Gothic II Complete Classic) ist das Add-on von Haus aus enthalten.

### Handlung
Bereits zu Beginn des Spiels erzählt Xardas, dass Raven, der dem namenlosen Helden bereits aus dem ersten Gothic bekannt ist, nach der Klaue Beliars, dem Gegenstück des Auge Innos sucht. Steinwächter einer alten Kultur werden zum Leben erweckt und die Insel Khorinis wird von Erdbeben heimgesucht. Zudem verschwinden Menschen aus der Stadt Khorinis. Der Held begibt sich auf die Reise, um diese Rätsel zu lösen. In der Stadt wird er in den Ring des Wassers aufgenommen. Durch ein Portal gelangt er nach Jharkendar. Die verschwundenen Leute wurden von Piraten entführt und an die Banditen verkauft, um als billige Arbeitskräfte in Ravens Mine im Sumpf von Jharkendar zu arbeiten. Um zu Raven zu gelangen, schleicht der Held sich mit einer von den Piraten erlangten Rüstung bei den Banditen ein. Letztendlich trifft man auf Raven, der sich das Schwert 'Die Klaue Beliars' bereits geholt hat. Der Namenlose Held tötet Raven und nimmt das Schwert an sich. Die Wassermagier bleiben in Jharkendar, um die Geschichte des Alten Volkes, das vorher dort gelebt hat, zu erforschen.

## Modifikationen
Um Mods mit Gothic II spielen zu können, benötigt man in jedem Fall das Add-on Die Nacht des Raben in der aktuellen Version 2.6, da erst durch die Erweiterung das Erstellen von Modifikationen ermöglicht wurde. Zusätzlich wird der GothicStarter in der Version 2.6f benötigt, der es einem erlaubt, bequem durch die installierten Modifikationen zu blättern und diese entsprechend zu starten. Es wurden bis jetzt über 100 Mods entwickelt.
Eine bekannte Modifikation nennt sich Die Rückkehr und stammt ursprünglich von russischen Moddern ab, wurde aber durch ein deutsches Team komplett ins Deutsche übersetzt. Diese Modifikation erweitert das Originalspiel signifikant, indem es eine komplett neue Hauptquest, diverse Nebenquests, eine Vielzahl von NPCs sowie Items in die Welt einführt. Außerdem wird das bisher bekannte Ende um zwei weitere Kapitel erweitert und um ein alternatives Ende ergänzt.
Des Weiteren ist mittlerweile ein funktionsfähiger Server für den Multiplayer erschienen.
Mit Die Chroniken von Myrtana: Archolos erschien 2021 erstmals eine Gothic-2-Modifikation auch auf Steam und GOG.com. Die Total Conversion bietet eine komplett neue Spielwelt und spielt vor den Ereignissen des ersten Gothic. Die Spielzeit des von einem polnischen Modding-Team entwickelten Titels wird mit etwa 60 Stunden angegeben. Bei Mod DB wurde Archolos als Mod des Jahres 2021 ausgezeichnet.
Weitere Modifikationen heißen zum Beispiel L'Hiver Edition, Legend of Ahssûn, Velaya, VarusBiker Edition, Atariar Edition, Nostalgic Edition oder Gold Remaster Mod.
Seit Anfang 2019 ist eine Open-Source-Reimplementierung der originalen Spiel-Engine auf dem Versionsverwaltungsdienst GitHub verfügbar. Die aktuelle Version ermöglicht das vollständige Durchspielen des Originalspiels Gothic II und der Erweiterung Die Nacht des Raben. Zusätzlich ist die Engine in der Lage, Modifikationen an grafischen Assets im Spiel anzuwenden. Die Verwendung von Modifikationen der Spiellogik auf Scriptbasis wird nicht unterstützt. Das Projekt macht Gebrauch von der DirectX-12- und der Vulkan-Technologie mithilfe der eigenen Grafikbibliothek Tempest. Sie ersetzt somit die im Original verwendete Version DirectX 8.1, wodurch neben dynamischen Schatten noch weitere zusätzliche grafische Effekte integriert wurden.

## Remaster-Portierungen
Wie zuvor schon der Vorgänger, erschien am 29. November 2023 unter dem Namen Gothic II Complete Classic eine Portierung des Spiels inklusive Add-on für die tragbare Spielekonsole Nintendo Switch. Am 1. August 2025 wurde zudem eine Umsetzung für PlayStation 4, PlayStation 5, Xbox One und Xbox Series X/S angekündigt. Die Portierung soll im Rahmen einer Classic-Trilogie der ersten drei Gothic-Teile 2026 erscheinen.